# John Smith (cestovatel)
John Smith (6. leden 1579, Willoughby – 21. červen 1631, Londýn) byl anglický voják, cestovatel, jeden z prvních anglických osadníků na území dnešních Spojených států.

## Život
Jako mladík se v Evropě zúčastnil kolem roku 1595 bojů na straně nizozemských povstalců proti španělské nadvládě. Roku 1599 vstoupil do služeb císaře Rudolfa II. a pod velením valašského knížete Michala Chrabrého bojoval v Sedmihradsku proti Osmanské říši. Po Michalově smrti sloužil Zikmundu Báthorymu, jímž byl pasován na rytíře a obdržel od něj erb s třemi hlavami Turků. Roku 1602 padl do osmanského zajetí, byl prodán jako otrok a zřejmě přinucen konvertovat k islámu. Za dobrodružných okolností se mu však podařilo uprchnout do Ruska, kde se setkal s donskými kozáky. Poté cestoval po Evropě a také severní Africe, než se roku 1604 vrátil do Anglie, kde se stal agentem Londýnské společnosti. V této pozici odjel roku 1607 do Ameriky. Začal zde budovat osadu Virginie. Přitom úzce spolupracoval s kapitánem Christopherem Newportem, zakladatelem Jamestownu. Správu kolonie vedl tvrdě, ale spravedlivě, jeho krédem byl  biblický citát: „Kdo nechce pracovat, ať nejí“. Spolu se rovněž vydali roku 1608 na výpravu do vnitrozemí, když se plavili po řece York. Znovu byl na cestě zajat, tentokrát indiány, ale znovu se mu podařilo ze zajetí uprchnout, údajně za pomoci Pocahontas, dcery náčelníka Powhatana. Utrpěl však zranění, a tak se roku 1609 vrátil do Anglie, aby se vyléčil. U té příležitosti přivezl do Londýna první klasy kukuřice. Poté napsal o novém světě několik knih – Pravdivá zpráva o Virginii (1608), Popis Nové Anglie (1616) a Obecné dějiny Virginie (1624).